# I Got a Cheat Skill in Another World and Became Unrivaled in the Real World, Too
I Got a Cheat Skill in Another World and Became Unrivaled in the Real World, Too (яп. 異世界でチート能力を手にした俺は、現実世界をも無双する〜レベルアップは人生を変えた〜, Isekai de Chīto Sukiru o Te ni Shita Ore wa, Genjitsu Sekai o mo Musō Suru: Reberu Appu wa Jinsei o Kaeta, Я отримав читерський скіл в іншому світі та став непереможним і в реальному світі) скорочено Iseleve (яп. いせれべ, Iserebe) — ранобе, написане Міку та ілюстроване Рейн Кувасімою. Спочатку це була веб-новела, яка почала виходити на сайті Kakuyomu у березні 2017 року. Пізніше її придбало видавництво Fujimi Shobo, яке з грудня 2018 року публікує серію під імпринтом Fujimi Fantasia Bunko.
Манґа-адаптація з ілюстраціями Кадзуомі Мінатогави виходить на сайті Dengeki PlayStation Comic Web від ASCII Media Works з грудня 2019 року, а станом на липень 2024 року її розділи зібрані в шість томів танкобонів. Аніме-серіал, створений TMS Entertainment і анімований Millepensee, транслювався з квітня по червень 2023 року. Також було оголошено про новий аніме-проєкт.

## Сюжет
Юя Тендзьо — низький, повний і боязкий учень середньої школи, з якого знущаються в школі та гноблять у родині, за винятком дідуся — єдиної людини, яка про нього дбала. Після смерті дідуся, Юя стає єдиним спадкоємцем його будинку, але батьки виганяють його з свого дому, і він змушений жити там сам. У будинку дідуся Юя виявляє портал в інший світ на ім'я Аргена, де отримує силу, що назавжди змінює його життя. Це веде його в битви проти могутніх зловісних істот, демонів, прибульців і навіть богів, іноді заради самого існування всіх світів у минулому, теперішньому та майбутньому.

## Медіа

### Ранобе
Написана Міку, серія почала виходити онлайн на сайті Kakuyomu 25 березня 2017 року під робочою назвою Level Up wa Jinsei o Kaeta (яп. レベルアップは人生を変えた, lit. "Level Up Changed My Life" дослівно Прокачування змінило моє життя). Пізніше її придбало видавництво Fujimi Shobo, яке почало публікувати новели з ілюстраціями Рейн Кувасіми 20 грудня 2018 року під імпринтом Fujimi Fantasia Bunko. Станом на грудень 2024 року випущено сімнадцять томів.
У вересні 2021 року Yen Press оголосило, що отримало ліцензію на публікацію новел англійською мовою.
Додатковий серія під назвою I Got a Cheat Skill in Another World and Became Unrivaled in the Real World, Too: Girls Side (яп. 異世界でチート能力を手にした俺は、現実世界をも無双する　ガールズサイド ～華麗なる乙女たちの冒険は世界を変えた～), написана Рьо Котохірою та ілюстрована Кувашімою, почала виходити під імпринтом Fantasia Bunko 20 грудня 2022 року. Станом на травень 2024 року випущено п'ять томів. Сюжет зосереджений на імпульсивному рішенні принцеси Лексії вирушити у «подорож задля навчання» світом, щоб стати рівною Юї, у процесі чого вона набуває власного досвіду та зростає як особистість.

#### Основна серія ранобе
| №  | Дата виходу     | ISBN                   |
| -- | --------------- | ---------------------- |
| 1  | 20 грудня 2018  | ISBN 978-4-04-073023-3 |
| 2  | 20 квітня 2019  | ISBN 978-4-04-073024-0 |
| 3  | 20 серпня 2019  | ISBN 978-4-04-073304-3 |
| 4  | 20 грудня 2019  | ISBN 978-4-04-073305-0 |
| 5  | 17 квітня 2020  | ISBN 978-4-04-073632-7 |
| 6  | 20 серпня 2020  | ISBN 978-4-04-073633-4 |
| 7  | 19 грудня 2020  | ISBN 978-4-04-073917-5 |
| 8  | 20 травня 2021  | ISBN 978-4-04-073918-2 |
| 9  | 20 жовтня 2021  | ISBN 978-4-04-074248-9 |
| 10 | 19 березня 2022 | ISBN 978-4-04-074249-6 |
| 11 | 20 серпня 2022  | ISBN 978-4-04-074576-3 |
| 12 | 20 грудня 2022  | ISBN 978-4-04-074577-0 |
| 13 | 17 березня 2023 | ISBN 978-4-04-074920-4 |
| 14 | 20 червня 2023  | ISBN 978-4-04-075016-3 |
| 15 | 20 лютого 2024  | ISBN 978-4-04-075300-3 |
| 16 | 20 липня 2024   | ISBN 978-4-04-075497-0 |
| 17 | 20 грудня 2024  | ISBN 978-4-04-075729-2 |

#### Спіноф
| № | Дата виходу     | ISBN                   |
| - | --------------- | ---------------------- |
| 1 | 20 грудня 2022  | ISBN 978-4-04-074769-9 |
| 2 | 17 березня 2023 | ISBN 978-4-04-074921-1 |
| 3 | 20 вересня 2023 | ISBN 978-4-04-075055-2 |
| 4 | 19 січня 2024   | ISBN 978-4-04-075301-0 |
| 5 | 17 травня 2024  | ISBN 978-4-04-075449-9 |

### Манґа
Манґа-адаптація з ілюстраціями Кадзуомі Мінатогави почала виходити на сайті Dengeki PlayStation Comic Web від ASCII Media Works 13 грудня 2019 року. Станом на липень 2024 року випущено шість танкобонів. Yen Press також отримало ліцензію на публікацію манґи англійською мовою.
Манґа-адаптація спіноф серії Girls Side з ілюстраціями Міносуке Сео почала виходити на сайтах KadoComi та Nico Nico Manga 25 квітня 2024 року. Станом на листопад 2024 року випущено один танкобон.

#### Список томів манґи
| № | Дата виходу     | ISBN                   |
| - | --------------- | ---------------------- |
| 1 | 26 серпня 2020  | ISBN 978-4-04-913364-6 |
| 2 | 27 травня 2021  | ISBN 978-4-04-913819-1 |
| 3 | 10 березня 2022 | ISBN 978-4-04-914299-0 |
| 4 | 26 грудня 2022  | ISBN 978-4-04-914778-0 |
| 5 | 25 серпня 2023  | ISBN 978-4-04-915225-8 |
| 6 | 26 липня 2024   | ISBN 978-4-04-915823-6 |

Спіноф
| № | Дата виходу       | ISBN                   |
| - | ----------------- | ---------------------- |
| 1 | 27 листопада 2024 | ISBN 978-4-04-916076-5 |

### Аніме
У серпні 2022 року було оголошено про адаптацію ранобе у форматі аніме-серіал. Серіал створений TMS Entertainment і анімований Millepensee, режисером виступив Шінґо Танабе, головним режисером і сценарним керівником — Шин Ітаґакі, Хіромі Кімура адаптував дизайни персонажів Рея Кувашіми для анімації та став головним режисером анімації, а Акіюкі Татеяма написав музику. Він транслювався з 7 квітня по 30 червня 2023 року на Tokyo MX та інших мережах. Опенінґ «Gyakuten Geki» (яп. 逆転劇, «Поворотна драма») у виконанні Цукуйомі, а ендонінг «Hachimitsu» (яп. ハチミツ, «Любий») виконаний Шикао Суга. Crunchyroll транслював серіал і показав його прем'єру разом із англійським дубляжем. Muse Communication ліцензувала серіал в Азіатсько-Тихоокеанському регіоні. Прем'єра 13-го та фінального епізоду була незрозуміло відкладена на два дні, у результаті чого він вийшов 28 червня замість 26-го.
Новий аніме-проєкт було анонсовано під час прямої трансляції «Fantasia Bunko Daikanshasai Online 2023» 14 жовтня 2023 року.

#### Список серій
| № серії | Назва серії | Режисер(и)                 | Сценарист(и)            | Storyboarded by          | Оригінальна дата показу |
| --- | --- | -------------------------- | ----------------------- | ------------------------ | ----------------------- |
| 1 | «До іншого світу (To Another World)» Транслітерація: «Isekai e» (яп. 異世界へ)                                  | Шінґо Танабе               | Шин Ітаґакі             | Шінґо Танабе             | 7 квітня 2023           |
| Учень середньої школи Юя Тендзьо з дитинства страждає від булінгу через своє ожиріння, навіть від батьків, які віддають перевагу його привабливішим брату та сестрі. Юя живе сам у будинку, який він успадкував від дідуся, єдиного, хто ставився до нього добре. Одного дня він рятує дівчину Каорі Ходзьо від хуліганів, але отримує побиття. Пізніше він знаходить таємний портал до будинку в іншому світі, який працює як відеогра. Будинок забезпечений потужною зброєю, і коли Юя експериментує з навичками, за бар'єром з'являється сильне чудовисько. Юя вбиває монстра зсередини бар'єра і миттєво підвищує рівень на 100, змінюючи своє тіло, ставши високим, мускулистим та привабливим. Використовуючи навичку обміну предметів на японську валюту, він купує новий одяг і повертається до Японії для першого дня в школі. Його колишні кривдники вражені його змінами, але заздрісні брат і сестра продовжують знущатися з нього. Їх перериває Каорі, яка чомусь знає, хто він. | |                            |                         |                          |                         |
| 2 | «Академія Осеї (Ōsei Academy)» Транслітерація: «Ōsei Gakuen» (яп. 王星学園)                                     | Казукі Савада              | Юічіро Такеда           | Шінґо Танабе             | 14 квітня 2023          |
| Після того, як Юя врятував Каорі, її батько голова елітної академії пропонує Юї місце в академії. Брат і сестра намагаються відсунути Юю, стверджуючи що вони більше підходять для неї, але Каорі дізнавшись про них відкидає їх як кривдників. Юя йде з Каорі, залишаючи братів і сестер приниженеми й розлюченими. Він переживає, чи зможе він вписатися, але голова академії запевняє його, що цінує силу характеру більше за оцінки, що полегшує вдосконалення навичок та отримання задоволення. Як випробування, Юя відвідує урок природничих наук, який проводить міс Савада, більшість дівчат захоплюються його привабливістю. Юя стає другом з Рьо і Шінґо, і його переповнює відчуття, що з ним поводяться по-справжньому доброзичливо, тому він погоджується перевестися до академії. Каорі показує йому торговий центр поруч і наполягає, щоб називали один одного по імені, ділячись перекусами. Багато студентів, які підслуховують, вважають їх що вони на побаченні, що збентежує Юю. Він вирішує повернутися в інший світ для розваги, але цього разу зустрічає дівчину на ім’я Лексія, яку рятує від монстра. Не знаючи, що робити, він непомітно зникає, коли її охоронці прибувають. | |                            |                         |                          |                         |
| 3 | «Зміни в житті (Life Changes)» Транслітерація: «Jinsei no Henka» (яп. 人生の変化)                               | Юкіна Хііро                | Юкіна Хііро             | Юкіна Хііро              | 21 квітня 2023          |
| Юя вирішує витратити частину своїх нових коштів на одяг. Під час шопінгу його схоплює фотограф на ім'я Хікару, який хоче замінити модель Шо, і він бере участь у фотосесії з професійною моделлю Міу, яка притягується до його через його недосвідченість та чарівість. Шо раптово зявляється і агресивно фліртує з Міу. Коли Юя втручається, Шо намагається вдарити його, але Юя інстинктивно перемагає його. Завдяки камерам, що записували подію, Шо викривають в мережі як негідника, що руйнує його кар'єру. Хоча Юя отримав задоволення, він відмовляється від контракту модельного агентства, щоб зосередитися на навчанні, але Хікару наполягає на тому, щоб заплатити йому безкоштовним дизайнерським одягом. В іншому світі принцеса Лексія з Арселії вирішує подякувати своєму анонімному герою і вперто повертається до небезпечного лісу з охоронцями, щоб знайти його. Юя відвідує інший світ, знаходить Лексію та її охоронців під нападом і рятує їх, після чого Лексія раптово просить Юю одружитися з нею. У Японії начальниця Міу намагається найняти Юю, поки інші модельні агентства не найняли його. | |                            |                         |                          |                         |
| 4 | «Крок до мужності (A Step of Courage)» Транслітерація: «Yūki no Ippo» (яп. 勇気の一歩)                          | Кійотака Сузукі Юкі Ошіма  | Фудзі Саса              | Шин Ітагакі              | 28 квітня 2023          |
| Після несподіваної пропозиції Лексії відбуваються належні церемонії знайомства, і Юя отримує запрошення на аудієнцію до короля Арселії. Однак Рейгар, перший принц Арселії, дуже незадоволений тим, що замах на його зведену сестру Лексію за його наказом було зірвано якраз перед тим, як Юя врятувала її. На Землі Юя починає своє життя в академії , де швидко знаходить нових друзів і вражає їх, ефектно рятуючи Каеде Казаму від футбольного м'яча. Пізніше банда Червоних Людожерів, якою командують його ревниві брат і сестра, нападає на них, щоб помститися за Юї. Хоча на мить його паралізує невпевненість у собі, Юя збирається з духом і самотужки розправляється з усією бандою. Коли прибуває поліція і заарештовує банду, ватажок червоних людожерів намагається вбити Йоту і Сору за те, що вони втягнули їх у цю халепу, але Юя рятує своїх братів і сестер, змушуючи їх глибоко соромитися того, як вони погано поводилися з ним у минулому. | |                            |                         |                          |                         |
| 5 | «Нова сім'я (New Family)» Транслітерація: «Atarashii Kazoku» (яп. 新しい家族)                                   | Шінґо Танабе               | Шин Ітаґакі             | Шінґо Танабе             | 5 травня 2023           |
| Під час чергової експедиції в лісі монстрів іншого світу Юя зустрічає і рятує щеня чорного фенріра, якого він приймає і називає "Ніч". Прогулюючи Ніч по своєму районі на Землі, Юя ненавмисно привертає ще більше позитивної уваги до себе і випадково зустрічає Каорі та Міу. Після того, як Ніч виявляється здатнішим, ніж здається на перший погляд, він супроводжує Юю під час його походів на монстрів, під час одного з яких вони вбивають Кришталева оленя, який володіє магією вогню і води. Предмет, який залишає олень після загибелі, дарує Юї гарячу ванну. Під час іншої поїздки вони знаходять печеру з скелетом чоловіка і книгою під назвою "Книга Мудреця". Тим часом, агенти Рейґара наймають відомого вбивцю на ім'я Хедхантер, щоб убити принцесу Лексію. | |                            |                         |                          |                         |
| 6 | «Мудрець і магія (The Sage and Magic)» Транслітерація: «Kenja to Mahō» (яп. 賢者と魔法)                         | Томохіро Йошида            | Кадзуюкі Фудеясу        | Томохіро Йошида          | 12 травня 2023          |
| Книга — це журнал Мудреця, першого власника будинку Юї, який оволодів усіма відомими навичками і отримав запрошення стати богом, але відмовився на користь збереження людяності. Книга закликає Юю знайти друзів, які ніколи не боятимуться його, незважаючи на те, наскільки сильним він стане. Відповідаючи на бажання Юї, книга надає йому магічну силу Мудреця і навчає його та Ніч користуватися магією. У академії студентів запрошують на дворазовий кемпінг. Група Юї включає Каеде, Акіру та Рін. Друзі Юї, зокрема Каорі, ведуть його на шопінг для купівлі кемпінгового обладнання. Дівчата відокремлюються від хлопців і потрапляють у пастку через вогонь, але Юя використовує магію, щоб їх врятувати. В Арселії король Арнольд дізнається про пропозицію Лексії до Юї і робить висновок, що Юя, ймовірно, звабив її. Крім того, дівчина з темною аурою стикається з Божественним Кроликом, Богом Ударів, і оголошує, що знищить світ. | |                            |                         |                          |                         |
| 7 | «Зустріч у лісі (An Encounter in the Woods)» Транслітерація: «Mori no Naka no Deai» (яп. 森の中の出会い)        | Казукі Савада Шінґо Танабе | Юічіро Такеда           | Шінґо Танабе             | 19 травня 2023          |
| Продовжуючи досліджувати ліс, Юя та Ніч зустрічають дівчину, яку атакує група гоблінів. Попри те Ніч дивно намагається не допустити Юю до неї, але він рятує незнайомку. Дівчина представилася як Луна, стверджуючи що прийшла до лісу для тренувань. Після того, як Юя виявив до неї доброту, якої вона ніколи не відчувала, вона закохується в нього і просить допомогти покращити свої навички, на що він охоче погоджується. Через деякий час Юя змушений зробити перерву в їхній співпраці через екскурсію до гірської місцевості, що належить академії. На здивування студентів, їм доведеться провести цей вікенд, сплячи під відкритим небом і шукаючи їжу. Юя знову вражає своїх однокурсників, ловлячи рибу для вечері. Однак у іншому світі Луна виявляється Хедхантером. | |                            |                         |                          |                         |
| 8 | «Навчальна поїздка за межі університету (Off-Campus Study Trip)» Транслітерація: «Kōgai Gakushū» (яп. 校外学習) | Чінацу Хасегава            | Чінацу Хасегава         | Чінацу Хасегава          | 26 травня 2023          |
| Повернувшись до табору, Юя, як єдиний у команді, хто вміє готувати, перетворює зібрані інгредієнти на смачну страву, через що міс Савада негайно пропонує йому одружитися, що викликає занепокоєння серед прихильниць Юї. Наступного дня в табір заходить дика ведмедиця. Коли міс Савада потрапляє під її напад, Юя одразу перемагає звіра голими руками, і адміністрація академії вирішує залишити його як охоронця. В день, коли Юя має зустріти батька Лексії, він запобігає нападу Луни на принцесу. Не вірячи, що вона зла і зацікавлений її мотивами, Юя, до якого приєднується Лексія, телепортує їх усіх до хатини Мудреця, щоб лікувати рани Луни. | |                            |                         |                          |                         |
| 9 | «Принцеса і вбивця (The Princess and the Assassin)» Транслітерація: «Ōjo to Ansatsusha» (яп. 王女と暗殺者)      | Шінґо Танабе               | Шінґо Танабе            | Шінґо Танабе             | 2 червня 2023           |
| Дізнавшись про відносини Юї з нею, Лексія допитує Луну, яка розповідає свою історію життя до того, як стала ассасином у Гільдії Темряви, і зізнається, що її останнє завдання — вбити Лексію. Очікуючи страти, Луна здивована, коли Юя та Лексія простягають їй руку дружби. Принцеса призначає Луну своїм охоронцем, і обидві дами визнають свою прихильність до Юї одна одній. Провівши ніч у хатині, Юя проводить двох дам до краю лісу, де вони прощаються, оскільки наступного дня Юя має йти до школи. Після цього Юя та Ніч зустрічають маленького червоного кабанчика, якого Юя називає "Акацукі". На Землі Юя бере участь у футбольних змаганнях на відбір для майбутніх ігор академії з м'ячних видів спорту, де знову виділяється, навіть граючи воротарем. Того ж дня бос Мію знаходить його в академії. | |                            |                         |                          |                         |
| 10 | «Майстер і учень (Master and Apprentice)» Транслітерація: «Shishō to Deshi» (яп. 師匠と弟子)                    | Казукі Савада Шінґо Танабе | Шин Ітаґакі Юкіна Хііро | Шінґо Танабе Юкіна Хііро | 9 червня 2023           |
| Менеджер модного журналу Мію підходить до Юї після школи, але отримує відмову. Проте, дізнавшись про майбутні спортивні змагання, вона вирішує зробити фотографії Юї під час участі в заході. Під час чергової експедиції в глибину Лігва Демонів Юя отримує допомогу від Божественного Кролика, який спостерігав за його прогресом і вибрав його своїм наступником для передачі Сили Божественного Удару. Почувши про рівновагу між двома групами високорозвинених істот, благодійними Божественними (до яких належить Кролик) та руйнівними Злими, Юя погоджується пройти навчання, щоб захищати своїх друзів в обох світах. Коли починаються спортивні змагання, Юя позбувається конкурентів в настільному тенісі та волейболі, але допомагає Каорі у її тенісному матчі, що змушує її поцілувати його в щоку. Кролик здивовує її магією, яку Юя навчав його як вдячність за тренування, після чого вона вирішує в першу чергу усунути Юю. | |                            |                         |                          |                         |
| 11 | «У королівську столицю (To the Royal Capital)» Транслітерація: «Iza Ōto e» (яп. いざ王都へ)                     | Ясунорі Ґото               | Кадзуюкі Фудеясу        | Шінґо Танабе             | 16 червня 2023          |
| Юя та Каорі проводять більше часу разом, готуючись до середньосеместрових іспитів. Під час перебування в домі Юї Каорі випадково знаходить ворота в інший світ, і Юя розкриває їй свою таємницю, на що Каорі обіцяє тримати її в секреті. У столиці Арселії Лексія знайомить Луну з її батьком, і коли роз'яснюються обставини її навернення, король Арнольд стає ще більш розгніваним через "непристойності" Юї щодо його дочки. Дізнавшись про це, Рейгар вирішує прискорити свої плани вбивства батька та Лексії, щоб захопити трон. Отримавши відпустку після змагань, Юя йде до королівського палацу зустрітися з королем, але його незграбність лише погіршує вже погане враження короля про нього. Агенти Рейгара атакують з бар'єром, що пригнічує магію, але Юя швидко перемагає нападників. Лексія сварить батька за його гнів, і знаходиться доказ причетності Рейгара. | |                            |                         |                          |                         |
| 12 | «Таємничий нападник (The Mysterious Assailant)» Транслітерація: «Nazo no Shūgekisha» (яп. 謎の襲撃者)           | Казукі Савада              | Шин Ітаґакі             | Шінґо Танабе Шин Ітаґакі | 23 червня 2023          |
| Навіть попри те, що Рейгар все ще на свободі, Лексія та Луна проводять Юю екскурсію столицею. Коли вони проходять повз місцеву гільдію шукачів пригод, Луна спонтанно вирішує зареєструвати себе та Юю. Коли Юю перевіряють на магічні здібності, результати що значно перевищують норму, привертають багато уваги. Під час того, як Юя та дівчата виконують місію з збору трав, знаходять місцезнаходження Рейгара, і Оуен просить Юю допомогти схопити зрадницького принца. Рейгара захоплюють живим, після чого з'являється Вайл дівчина яка розкриває що вона використала Рейгара для спроби перевороту, щоб розпочати геноцидну війну, і готується вбити всіх присутніх. Юя відбиває її атаки за допомогою магії, і Вайл відступає. На Землі Каорі марно намагається відвідати Юю. | |                            |                         |                          |                         |
| 13 | «Юя та Каорі (Yūya and Kaori)» Транслітерація: «Yūya to Kaori» (яп. 優夜と佳織)                                 | Шінґо Танабе               | Шин Ітаґакі             | Шінґо Танабе             | 30 червня 2023          |
| Повернувшись до королівського палацу, Юю просять взяти участь у суді над Рейгаром. Рейгар заявляє, що після того, як Лексія випадково обпалила його, коли її магія вийшла з-під контролю, він дозволив гніву проти неї поглинути його. Згадуючи своє старе життя, Юя використовує еліксир, щоб вилікувати принца. Лексія, не в змозі ненавидіти свого брата, виявляє свою волю і прощає його за злочини, а король Арнольд на знак подяки нагороджує Юю орденом і дарує йому маєток Рейгара. Юя продовжує хвилюватися через Вайл і покидає своїх друзів, вирішивши підвищити свій рівень для наступної битви. Однак Вайл нападає на нього під час тренування. Побоюючись за Юю, Каорі проходить через портал і потрапляє до Лігва демонів, де стає свідком їх бою. Усагі з’являється і просить дівчину, яку він називає Юті, припинити бій, нагадуючи їй, що її покійний господар був Божественним і захисником людства, навіть коли його вбили. Юті відмовляється зупинитись і розкриває свою повну силу, але її паралізує Акатсукі. Це дозволяє Юї перемогти її, і Усагі залишає її під його наглядом. Після цього Юті розуміє, що її вчинки неправильні, і відмовляється від бажання помсти. Каорі, незважаючи на все, що вона побачила і почула, запевняє Юю в своїй довірі до нього. У фінальних титрах Каорі знайомиться та стає подругою Лексії та Луни; Юю та його брати і сестри відновлюють свої стосунки; а тепер виправлена Юті емігрує на Землю та вступає до академії. | |                            |                         |                          |                         |

### Гра
Безкоштовна браузерна MMORPG гра під назвою «Я отримав читерський скіл в іншому світі та став непереможним і в реальному світі: Паралельний всесвіт» була анонсована 17 березня 2023 року. Гра буде запущена на платформі G123 кількома мовами.

## Сприйняття
У травні 2018 року веб-новела виграла Гран-прі на 3-му конкурсі веб-новел Kakuyomu у категорії наукова фантастика/сучасна фантастика.
Станом на жовтень 2023 року серія налічувала 3 мільйони копій в обігу.